# Scott D. Davis
Pour les articles homonymes, voir Davis.
 (janvier 2010).
Si vous disposez d'ouvrages ou d'articles de référence ou si vous connaissez des sites web de qualité traitant du thème abordé ici, merci de compléter l'article en donnant les références utiles à sa vérifiabilité et en les liant à la section « Notes et références ».
Scott D. Davis, né le 26 avril 1973 à Wiesbaden (Allemagne),  est un pianiste et compositeur américain. Il vit actuellement à Dixon, en Californie.
Il a composé cinq albums depuis 2001 et donne régulièrement des concerts.
Avec Pianotarium: Piano Tribute to Metallica, Davis a sorti un album sur lequel figurent, à côté de trois de ses compositions, huit des chansons les plus connues du groupe de metal Metallica dont One et Enter Sandman, sans oublier la plus célèbre du groupe : Nothing Else Matters.
Avec cet album, Scott D. Davis veut prouver que le piano est le seul instrument acoustique qui puisse aussi réellement sonner "metal".[réf. nécessaire]

## Discographie
- Piano & Woodwinds (2001)
- Tahoma (2003)
- Winter Journey (2004)
- Rockfluence (2005)
- Pianotarium: Piano Tribute to Metallica (2007)

## Liens
- Site officiel